# Carrer Clos de Vilamitjana
El carrer Clos de Vilamitjana, en el municipi de Montferrer i Castellbò (Alt Urgell), és el nucli històric del poble, protegit com a bé cultural d'interès local.

## Descripció
El carrer Clos de Vilamitjana és un carrer rectilini d'una llargària d'uns quaranta metres i una amplada de dos a tres metres. Està orientat d'est a oest i clos, per l'extrem de ponent, per un embigat amb llinda sobre la qual hi ha un habitatge. En l'accés per l'extrem de llevant és porticat amb un habitatge que descansa sobre dos arcs, un de mig punt i l'altre escarser. L'espai entre aquests està cobert per un embigat de fusta reforçat per un arc diafragma.
El formen nou habitatges disposats en dues línies, tots ells amb l'accés des d'aquest carrer. Aquesta disposició d'habitatges en paral·lel flanquejant un carrer central respon a la cerca de protecció i defensa del lloc. De fet, aquesta és una de les tradicions més primitives de planificació urbana conegudes a Catalunya.
El carrer presenta dos trams porticats amb accessos sota llindes. Els edificis presenten una unitat estilística que respecta la tipologia tradicional, amb una volumetria, i tractament de les façanes força homogeni, amb acabaments de pedra vista, poques finestres i ràfecs de fusta a la teulada. La majoria de les portes tenen una llinda gruixuda de fusta, excepte dos arcs escarsers i un de mig punt.
L'estretor del carrer i els espais coberts produeixen uns atractius efectes de clarobscur.

## Història
Les notícies més antigues de Vilamitjana remunten a l'any 999, i les del seu castell a l'any 1029. Aquesta fou una de les fortaleses que Arnau de Castellbò manà refer cap a 1190. Segons l'Spill, l'any 1519, el poble de Vilamitjana formava part del quarter de Castellbò, i era la segona població en nombre de focs de tota la vall. El mateix document especifica que «lo lloch de Vilamitjana, és clos», testimoni que cal considerar com la primera referència coneguda del carrer Clos de Vilamitjana.
El carrer constitueix el primitiu nucli de Vilamitjana. Al seu voltant s'organitza la resta del poble. El seu aspecte actual podria ser degut a reformes dutes a terme en l'edat moderna, però respectant un traçat anterior.